# NGC 3065
NGC 3065 este o galaxie lenticulară situată în constelația Ursa Mare. A fost descoperită în 3 aprilie 1785 de către William Herschel. Se află la o distanță de 32,02 de megaparseci de Pământ.